# Pierre Auger

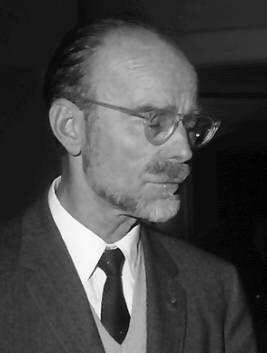
Pierre Auger (1959)

Pierre Victor Auger (oˈʒe)  (* 14. Mai 1899 in Paris; † 24. Dezember 1993 ebenda) war ein französischer Physiker. Er arbeitete im Bereich der Atom- und Kernphysik.
Besonders beschäftigte sich Auger mit der kosmischen Strahlung, die er 1938 am Schweizer Jungfraujoch in 3.500 m Höhe detailliert untersuchte. Mit mehreren Nachweisgeräten in 300 m Abständen gelang es ihm, gleichzeitige Ereignisse in benachbarten Detektoren zu messen und so den kosmischen Ursprung der Teilchenschauer nachzuweisen.
Im Jahr 1923 entdeckte er bei Untersuchung der Einwirkung von Röntgenstrahlen auf Materie den nach ihm benannten Auger-Effekt. Dieser strahlungslose Übergang wurde schon 1922 von der österreichisch-schwedischen Physikerin Lise Meitner entdeckt, wenn auch in einem anderen und damals kontroversen Kontext über die Natur der Betastrahlen im Vergleich zu Charles Drumond Ellis.
Am Ende des Zweiten Weltkriegs stellte sich Pierre Auger mit einer Handvoll anderer visionärer Wissenschaftler die Einrichtung eines europäischen Atomphysiklabors vor. Dies führte zur Gründung der Europäischen Organisation für Kernforschung (CERN).
Auger war ab 1937 Professor an der Sorbonne in Paris und von 1962 bis 1967 Generaldirektor der European Space Research Organisation (ESRO). 1961 wurde er mit dem internationalen Antonio-Feltrinelli-Preis ausgezeichnet, 1971 mit dem Kalinga-Preis für die Popularisierung der Wissenschaft. Die erste Phase der Europäischen Weltraumagenturen wurde von Auger geprägt und im Blick auf die Geschichte wird diese Zeit auch als die Auger-Jahre charakterisiert.
Nach Auger ist das multinationale Pierre-Auger-Observatorium benannt, das seit November 2005 in der Pampa Amarilla in Argentinien mit 1600 Teilchendetektoren auf 3000 km² sowie 24 Fluoreszenzteleskopen die höchstenergetische kosmische Strahlung erforscht.
Seit 1977 war er Mitglied der Académie des sciences.